# تيوماتاونغا
في الأساطير الماورية، تيوماتاونغا Tūmatauenga هو إله الحرب والصيد وزراعة الأغذية وصيد الأسماك والطبخ. كإله للحرب، تم تكريس جميع أطراف الحرب له، وكان يعامل باحترام كبير ورهبة. وعادة ما يكون ابنًا للوالدين البدائيين، رانجي Ranginui وبابا Papatūanuku.

## الأسماء والسمات
بعد انتصاراته على إخوته، عرف تيوماتاونغا بأسماء كثيرة، اسم واحد لكل من الخصائص التي أظهرها في انتصاراته على إخوته (Gray 1956: 9)، بما في ذلك:
- Tū-ka-riri (تو الغاضب)
- Tū-ka-nguha (تو المقاتل الشرس)
- Tū-kai-taua (تو مدمر الجيوش)
- Tū-mata-whāiti (تو الماكر)
- T m-mata-uenga (تو الوجه الغاضب)